# Minke Plate
Minke Plate (Amersfoort, 12 april 2002) is een voetbalspeelster uit Nederland. Ze speelt als middenvelder voor KAA Gent in de Super League.

## Clubcarrière
Plate begon met voetballen bij VVZA. Hier voetbalde ze een seizoen waarna ze vertrok naar ASC Nieuwland. Hier had ze eigenlijk haar carrière willen starten. Aldaar speelde ze in jongensteams om op haar dertiende te besluiten naar VV Hoogland te vertrekken om weer in een meidenteam te kunnen spelen. Ook hier startte ze echter bij de jongens om vervolgens op haar zestiende naar een meidenteam te gaan. In 2020 vertrok ze naar SV Saestum waar ze in de topklasse, het hoogste amateurniveau van de vrouwen, voetbalde. Na het seizoen 2020/21 besloot ze om, evenals ploeggenote Linde Veefkind, profvoetbalster te worden in België. Ze koos voor KAA Gent waar ze de studie ingenieurswetenschappen ging combineren met het voetbal. Tijdens het seizoen 2022/23 sloot ze voor het eerst aan bij de hoofdmacht van KAA Gent en maakte ze haar debuut in de play-offs van de competitie. Hierna tekende ze haar eerste profcontract in Gent.

## Statistieken
| Seizoen | Club     | Competitie   | Competitie | Competitie | Beker | Beker | Overig | Overig | Totaal | Totaal |
| Seizoen | Club     | Competitie   | Wed.       | Dlp.       | Wed.  | Dlp.  | Wed.   | Dlp.   | Wed.   | Dlp.   |
| ------- | -------- | ------------ | ---------- | ---------- | ----- | ----- | ------ | ------ | ------ | ------ |
| 2022/23 | KAA Gent | Super League | 2          | 0          | 0     | 0     | 0      | 0      | 2      | 0      |
| 2023/24 | KAA Gent | Super League | 15         | 0          | 0     | 0     | 0      | 0      | 15     | 0      |
| 2024/25 | KAA Gent | Super League | 4          | 0          | 0     | 0     | 0      | 0      | 4      | 0      |
| Totaal  | Totaal   | Totaal       | 21         | 0          | 0     | 0     | 0      | 0      | 21     | 0      |

Bijgewerkt t/m 24 november 2024.